# Martin Monestier
Martin Monestier (25. dubna 1942, Marseille – 23. června 2021) byl francouzský novinář a spisovatel literatury faktu, zabývající se především neobvyklými či tabuizovanými tématy.
Napsal tak knihy či eseje o neštěstích, vlasech, prsech, výkalech, kanibalismu, dětských a nájemných vrazích, dětských otrocích, trpaslících, zvířecích vojácích, sebevraždách, trestu smrti, soubojích a bankovkách. Je také autorem biografií o Jacquesi Brelovi, Marii Callasové, Johnu Travoltovi, Georgesi Brassensovi a Enricu Maciasovi.
V češtině vyšly z jeho mnoha knih dvě: Dějiny sebevražd (Dybbuk, 2003, v originále Suicides) a Historie trestu smrti (Rybka, 1998, v originále Peines de mort), obě v překladu Vladimíra Čadského.